# Exxon 500 Series
Exxon 500 Series (500 Series) је био професионални рачунар фирме Exxon који је почео да се производи у Сједињеним Америчким Државама од 1982. године.
Користио је Z80-A као микропроцесор. RAM меморија рачунара је имала капацитет од 64 KB (510 верзија) или 128 до 256 KB (520-530 верзије).
Као оперативни систем кориштен је CP/M 2.2.

## Детаљни подаци
Детаљнији подаци о рачунару 500 Series су дати у табели испод.
|                       |                                                                   |
| [ 1 ]                 |                                                                   |
| Произвођач            |                                                                   |
| Тип                   | професионални рачунар                                             |
| Меморија              | 64 (510 верзија) или 128 до 256 (520-530 верзије)                 |
| Поријекло             | Сједињене Америчке Државе                                         |
| Година                | 1982                                                              |
| Тастатура             | Пуни помак 97 тастера, са 12 функцијских тастера и тастери смјера |
| Процесор              |                                                                   |
| Фреквенција процесора | 4                                                                 |
| RAM                   | 64 (510 верзија) или 128 до 256 (520-530 верзије)                 |
| ROM                   | 1 подизач система (Boot loader)                                   |
| Текст                 | 80 стубова x 25 линија                                            |
| Графика               | нема                                                              |
| Боја                  | једна боја                                                        |
| Звук                  | мали звучник                                                      |
| Димензије             | непознато                                                         |
| Портови               |                                                                   |
| Оперативни систем     |                                                                   |